# 피터 캠버
피터 캠버(Peter Cambor, 1978년 9월 28일 ~ )는 미국의 배우이다.

## 출연 작품

### 텔레비전 출연
- NCIS (2009)
- NCIS: 로스앤젤레스 (2009-23)
- 그레이스 앤 프랭키 (2015-22)
- Roadies (2016)

### 영화 출연
- Alice Jacobs Is Dead (2009) - 단편
- 포에버 마이 걸 (2018, Forever My Girl)

### 영화 제작
- Net Positiva (2014) - 단편